# Krzysztof Bieliński
Krzysztof Bieliński (ur. 21 maja 1967 w Elblągu) – redemptorysta (CSsR), do 2007 rektor Wyższego Seminarium Duchownego w Tuchowie. Od 2007 do 2012 roku rektor w Wyższej Szkole Kultury Społecznej i Medialnej w Toruniu.

## Życiorys
Po maturze wstąpił do Zgromadzenia Redemptorystów. Święcenia kapłańskie otrzymał w Tuchowie w 1993. Po studiach wyjechał do Niemiec, gdzie w 2001 roku zdobył stopień doktora teologii w zakresie biblistyki na Uniwersytecie Ludwika i Maksymiliana w Monachium. Pracował jednocześnie w duszpasterstwie polonijnym przy Polskiej Misji Katolickiej w tym mieście. Od 2001 zaangażowany był jako wykładowca Nowego Testamentu w Wyższym Seminarium Duchownym Redemptorystów w Tuchowie, równocześnie też w pracę formacyjną, najpierw jako socjusz prefekta przy Studium Filozofii w Krakowie, a następnie od 2002 do 2007 roku jako prefekt Studium Teologii w Tuchowie. W latach 2007–2012 był rektorem Wyższej Szkoły Kultury Społecznej i Medialnej w Toruniu.
Jest absolwentem Szkoły Wychowawców Seminariów Diecezjalnych i Zakonnych (2006) prowadzonej przez Centrum Formacji Duchowej Salwatorianów w Krakowie. Jest członkiem zwyczajnym Stowarzyszenia Biblistów Polskich, a także Dzieła Biblijnego im. Jana Pawła II. Prowadził swoją autorską audycję w Radio Maryja pt. Czytać, aby być mądrym. Publikował w „Naszym Dzienniku”.
W latach 2012–2013 mieszkał w Domu Zakonnym w Lublinie oraz pracował jako wykładowca Instytutu Nauk Biblijnych na Katolickim Uniwersytecie Lubelskim. Prowadził zajęcia ze wstępu do Pisma Świętego, języka greckiego i Nowego Testamentu w tuchowskim seminarium. W 2013 r. został wykładowcą na Akademii Alfonsjańskiej w Rzymie.
Występuje także na antenie Radia Maryja i Telewizji Trwam w programach biblijnych.

## Publikacje
- 2003: Jesus vor Herodes in Lukas 23, 6–12 : eine narrativ-sozialgeschichtliche Untersuchung ISBN 3-460-00501-7
- 2009: Edukacja katolicka : szanse i zagrożenia : I Międzynarodowy Kongres, 21–22 listopada 2008 r.(red. tomu) ISBN 978-83-89124-31-9
- 2010: Media katolickie : szanse i zagrożenia : II Międzynarodowy Kongres, 20–21 listopada 2009 r.(red. tomu) ISBN 978-83-89124-34-0
- 2011: Katolicy i polityka : szanse i zagrożenia : III Międzynarodowy Kongres, 26–27 listopada 2010 r.(red. tomu) ISBN 978-83-89124-39-5